# Good 2B Alive
Good 2B Alive es el cuarto álbum de estudio de la banda de rock estadounidense Steelheart, publicado el 24 de octubre de 2008 en Europa y el 11 de noviembre del mismo año en los Estados Unidos. Se trata del primer álbum de estudio publicado por la banda desde su reunión en 2006, aunque el guitarrista original Chris Risola no participó de la grabación del mismo.

## Lista de canciones
Todas escritas por Michael Matijevic.
1. "Samurai" - 5:32
2. "LOL" - 4:02
3. "Buried Unkind" - 4:55
4. "Twisted Future" - 5:10
5. "I Breathe" - 5:59
6. "Shine a Light for Me" - 4:21
7. "Underground" - 4:44
8. "You Showed Me How 2 Lv" - 6:06
9. "Good 2B Alive Orch" - 5:52
10. "Good 2B Alive" (Acústica) - 5:23

## Créditos
- Michael Matijevic - voz, guitarra
- Uros Raskovski - guitarra solista
- Sigve Sjursen - bajo
- Rev Jones - bajo
- Mike Humbert - batería